# Hatrið mun sigra
«Hatrið mun sigra» (en español: El odio prevalecerá) es una canción de la banda islandesa Hatari. Ganó el certamen Söngvakeppnin 2019 por lo que representó a Islandia en el Festival de la Canción de Eurovisión 2019 celebrado en Tel Aviv, Israel.
Una versión extendida de la canción fue incluida en el álbum de estudio debut de la banda Neyslutrans, lanzado en 2020.

## Charts
| Chart (2019)                           | Máximas posiciones en los charts |
| -------------------------------------- | -------------------------------- |
| Lituania (AGATA)                       | 17                               |
| Escocia (Scottish Singles Sales Chart) | 92                               |
| Reino Unido (UK Download Chart)        | 85                               |